# Infinitize
Infinitize – trzeci minialbum południowokoreańskiej grupy Infinite, wydany 15 maja 2012 roku przez wytwórnię Woollim Entertainment. Płytę promował singel „The Chaser” (kor. 추격자), piosenka „Only Tears” (kor. 눈물만) została wydana 8 maja jako singel zapowiadający płytę. Sprzedał się w nakładzie 159 613 egzemplarzy w Korei Południowej (stan na maj 2014 roku).

## Lista utworów
| Nr | Tytuł                                                 | Słowa                        | Kompozycja                            | Aranżacja                                  | Czas |
| -- | ----------------------------------------------------- | ---------------------------- | ------------------------------------- | ------------------------------------------ | ---- |
| 1. | "Infinitize"                                          | J.Yoon                       | J.Yoon                                | J.Yoon                                     | 0:56 |
| 2. | "Chugyeokja" (kor. 추격자, ang. The Chaser)           | Song Soo-yoon                | Han Jae-ho, Kim Seung-soo             | Han Jae-ho, Kim Seung-soo, Hong Seung-hyun | 3:21 |
| 3. | "Feel So Bad"                                         | Kim Ea-na                    | J.Yoon                                | J.Yoon                                     | 3:19 |
| 4. | "Geu Hae Yeoreum" (kor. 그해여름, ang. In The Summer) | Song Soo-yoon                | Yue, Han Jae-ho, Kim Seung-soo        | Yue, Hong Seung-hyun                       | 3:35 |
| 5. | "Nunmulman" (kor. 눈물만, ang. Only Tears)            | Song Soo-yoon                | Han Jae-ho, Kim Seung-soo             | Han Bo-ram                                 | 3:53 |
| 6. | "Nigajota" (kor. 니가좋다, ang. I Like You)           | Song Soo-yoon, Jang Dong-woo | Go Nam-soo, Han Jae-ho, Kim Seung-soo | Go Nam-soo, Han Bo-ram                     | 2:56 |
| 7. | "With..."                                             | Kim Ea-na                    | J.Yoon                                | Yue                                        | 4:11 |

## Notowania
| Lista                          | Pozycja |
| ------------------------------ | ------- |
| Gaon Weekly Album Chart        | 2       |
| Gaon Monthly Album Chart       | 3       |
| Gaon Yearly Album Chart (2012) | 10      |
| Oricon Weekly Album Chart      | 21      |